# Pau Schilt
Pau Schilt es un deportista español que compitió en vela en la clase Europe. Ganó cinco medallas en el Campeonato Mundial de Europe entre los años 2013 y 2022.

## Palmarés internacional
| Campeonato Mundial | Campeonato Mundial     | Campeonato Mundial | Campeonato Mundial |
| Año                | Lugar                  | Medalla            | Clase              |
| ------------------ | ---------------------- | ------------------ | ------------------ |
| 2013               | Sønderborg (Dinamarca) | Medalla de bronce  | Europe             |
| 2014               | La Rochelle (Francia)  | Medalla de plata   | Europe             |
| 2019               | Puerto Balís (España)  | Medalla de oro     | Europe             |
| 2021               | Råå (Suecia)           | Medalla de plata   | Europe             |
| 2022               | Douarnenez (Noruega)   | Medalla de oro     | Europe             |